# 徐林 (清朝)
徐林（？—？），中國清朝官員，本籍中國浙江仁和。徐林於1735年（雍正13年）接替李珍，於台灣擔任台灣府海防補盜同知。品等為正五品的該官職隸屬於台灣府，主管船政治安業務，相當於副知府。